# 문효공
문효공(文孝公)은 시호의 하나이다.

## 고려
- 이천(李蒨, ? ~ 1349년)
- 이곡(李穀, 1298년 ~ 1351년)

## 조선
- 용희수(龍希壽, ? ~ 1397년)
- 하연(河演, 1376년 ~ 1453년)
- 어효첨(魚孝瞻, 1405년 ~ 1475년)
- 윤효손(尹孝孫, 1431년 ~ 1503년)
- 신항(申沆, 1477년 ~ 1507년)
- 노진(盧禛, 1518년 ~ 1578년)[1]
- 조익(趙翼, 1579년 ~ 1655년)[2]
- 조석윤(趙錫胤, 1606년 ~ 1655년)[3]
- 박장원(朴長遠, 1612년 ~ 1671년)[4]
- 김만중(金萬重, 1637년 ~ 1692년)[5]
- 박태상(朴泰尙, 1636년 ~ 1696년)[6]
- 민진장(閔鎭長, 1649년 ~ 1700년)[7]
- 오태주(吳泰周, 1668년 ~ 1716년)[8]
- 서종태(徐宗泰, 1652년 ~ 1719년)[9]